# Forbøn
Forbøn er at bede for andre end sig selv. En person der beder for en anden eller noget andet end sig selv betegnes som en forbeder. 
Forbøn har en stor rolle i mange af verdens religioner, herunder også kristendommen. Forbønnen findes både i de protestantiske kirker, den katolske kirke og den ortodokse kirke; i den ortodokse kirke kaldes forbøn for ekteni. Tanken med bønnen er et forsøg på at ændre noget i den usynlige verden, som derefter vil vise sig i den synlige. Trods forbønnens store udbredelse blandt mange forskellige religioner og trosretninger, er der intet empirisk bevis for at forbøn virker; et studie af hjertepatienter har endda fundet, at hvis patienten vidste, at der blev bedt for ham eller hende, havde patienten en marginalt højere tendens til komplikationer efter operationen.
Forbøn omtales flere steder i Biblen, f.eks. i Paulus' breve: 
| Citat                               | Jeg formaner da først af alt til bønner og anråbelser, forbønner og taksigelser for alle mennesker; bed for konger og for alle i høje stillinger, så vi kan leve et roligt og stille liv, i al gudfrygtighed og agtværdighed. Det er godt og værdsat hos Gud, vor frelser, som vil, at alle mennesker skal frelses og komme til erkendelse af sandheden. | Citat |
| Paulus' 1. brev til Timoteus, 2:1-4 | |       |